# 新北捷運淡海軽軌電車
新北捷運 淡海軽軌電車（しんほくしょううん たんかいけいきでんしゃ、繁体字中国語: 新北捷運 淡海輕軌電聯車）は2018年12月24日より台湾で営業運転を開始した淡海軽軌（新北捷運淡海線、淡海LRT、淡海ライトレール）の路面電車車両。開業後も公式な形式名はないが、列車には「行武者号」という愛称が命名されている。

## 概要

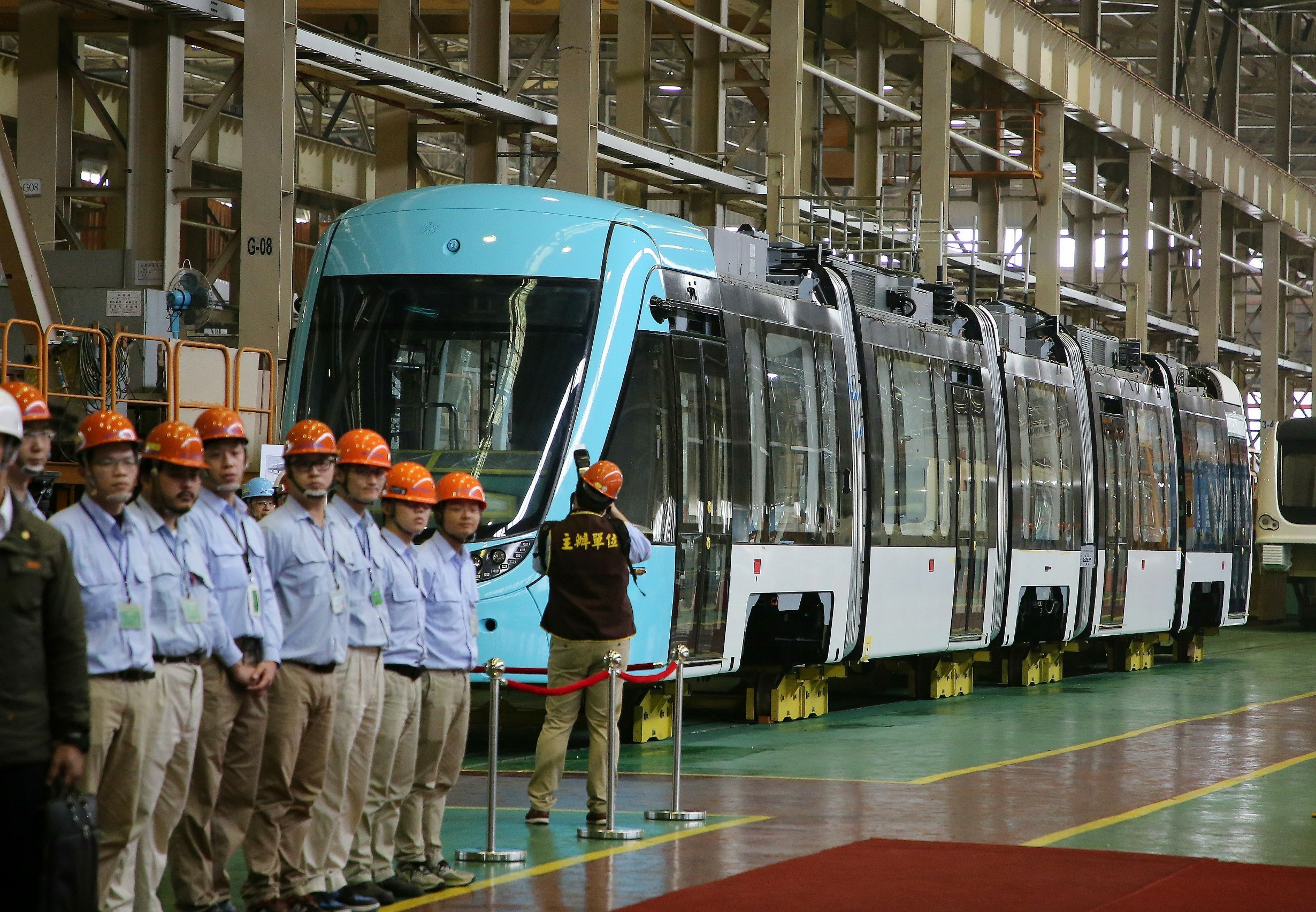
台湾車輌公司の工場で製造中の車両（新竹県）

かつて2000年代に台湾各地でライトレールが計画され、国防部傘下の国家中山科学研究院と台湾車輌の共同でライトレール車両の試作車が製作されたが、路線計画の進展はなく、台湾車輌公司の事業所内に現在まで展示されている(p30)(p50)。
2010年代になると高雄市に次いで新北市淡水区でもライトレールが整備されることになり、入札の結果、2014年11月に高雄ライトレールでも実績のある国内製鉄大手中国鋼鉄集団（中鋼）と新北市政府交通局捷運工程処（現・新北市政府捷運工程局）の間で15編成の調達契約が交わされ、中鋼傘下の台湾車輌とコンソーシアムに参画したドイツ・フォイト（Voith Engineering Service）社の共同設計、台湾車輌による全数国内生産となった。台湾車輌はこれまで台湾鉄路管理局や各地の捷運用電車で外国勢のノックダウン生産を手掛けてきたが、当形式が自社ひいては台湾国内で全数生産を行う完全国産電車としての初の事例となった。同契約で信号系統はフランスの電機大手タレス・グループのものが採用された。15編成の総額は20.85億ニュー台湾ドル。
「國車國造」のスローガンのもとに、他にも多くの台湾国内の部材・部品製造企業が参加している。フォイト他のドイツ勢からの技術移転を伴う国内生産や各種試験では第三者認証としてテュフズード（TÜV SÜD）も参加した(p23)。
2016年11月に第1編成が落成し、2018年12月の淡海LRT（緑山線）開業時にはその時点で落成している7編成が投入された。8編成目は2019年1月に、第9編成は5月8日に受領した。5月28日に第10編成を受領。19年9・10月に第11-13編成も投入された。

車両自体の資産名義は台北捷運同様、捷運公司ではなく市政府に属している。新店区で建設中の安坑軽軌でも当形式とほぼ同仕様の車両が製造される。

### 命名
新北市政府交通局が2015年に開催した投票活動で3種の窓配置やカラーリング案が提示され、ライトブルーの「智多星」、イエローの「行武者」、ピンクの「海精霊」だった。投票の最終結果、愛称は「行武者号」（英語: Warrior）が選定されたが、フォイト担当者が実際に淡水地区を視察した結果、当地の特色を最も反映しているとしてライトブルー主体の塗装に改められた(p32)。

## 仕様

### 性能
5連節車体のユニット構成はCAF社製Urbosが導入された高雄のものと似ていて、モジュールユニットによる設計・製造となっている(p31)。
中間車の3両は左右対称で2両目と4両目は台車が存在せず全周幌で他の3両と連結されている。奇数号車は台車を備える。将来の輸送量増に備えユニット単位での増結が可能となっている(p32)
3両目はドアがなく集電装置と駆動装置を備える。偶数号車は台車がなく、無架線区間での走行用にスイスのABB社製リチウムイオン・キャパシタが屋根上に搭載されている(p40)。編成定員は265人で座席数は62。
ATPは5km/h超過で作動する。
連節式ではない通常の二軸ボギー式となった台車枠は中国鋼鉄傘下の中鋼機械公司が制作した。半径25メートルの急曲線にも対応している(p33)。
緑山線の最大61パーミルの急勾配や地上平面交差区間での突発状況、雨天時に対応すべく、ブレーキは通常用は電気ブレーキが優先使用され、3km/hからの停止はハイドロリック・ブレーキを併用、緊急用にはさらに電磁吸着ブレーキ使用し、砂撒き装置も備えている(pp27-28)。
運転台のTCMS（運転情報管理システム）はクノールブレムゼ傘下でスイスのリスを拠点とするセレクトロン・システムズ社が納入している。
| 運転室 |  | 無架線区間をキャパシタで走行する列車（浜海沙崙駅～淡海新市鎮駅間） |  |                                  |
| 運転室 |  | 無架線区間をキャパシタで走行する列車（浜海沙崙駅～淡海新市鎮駅間） |  | 淡水行政中心駅を発着する上下列車 |

### 外観
エクステリアおよびインテリアデザインはドイツのIFSデザイン社が担当した。
車体にアルミニウム合金が用いられていた高雄のCAF車とは異なり、ステンレス鋼と耐候性鋼が採用されている。連結器カバーはFRP素材で台湾のヨット・小型船舶大手である嘉鴻遊艇公司（Horizonyacht）が担当した。
運転室は全面曲面ガラスになっている。3両目以外には左右1か所ずつ幅1.3メートルのスライド式両開きプラグドアを備えている(p33)。ドアはボタンでの手動開閉に対応し、一度の操作で開いている時間を20秒間延長できる。ドア上と先頭車運転室外側上方には行先や到着駅を表示するLED式の案内装置が設置されている(p32)
安全上、台車はカバーで完全にマウントされている。連結部は転落防止のため大型の全周幌で覆われている(p33)。
塗装は先頭部分のライトブルー一色から、側窓の上下でライン状になる。さらに次位の中間車にかけてライトグリーンの弧線が混じった水玉状となり、窓の上下で徐々にホワイトに変化する。パンタグラフを備える3両目の塗装は白一色(p34)。
一部編成では捷運公司のものではなくオレンジの捷運工程局のロゴが確認できるが、これは発注元が工程局であることと、捷運公司設立（2018年）より前に受領していたことによる過渡的なもの。
| 行先表示装置。左側のロゴは上が新北市政府、下側が新北捷運公司。 |  | プラグドア（崁頂駅） |  | 前照灯の間のロゴは捷運工程局のもの |
| 行先表示装置。左側のロゴは上が新北市政府、下側が新北捷運公司。 |  | プラグドア（崁頂駅） |  | 前照灯の間のロゴは捷運工程局のもの |

### 内装

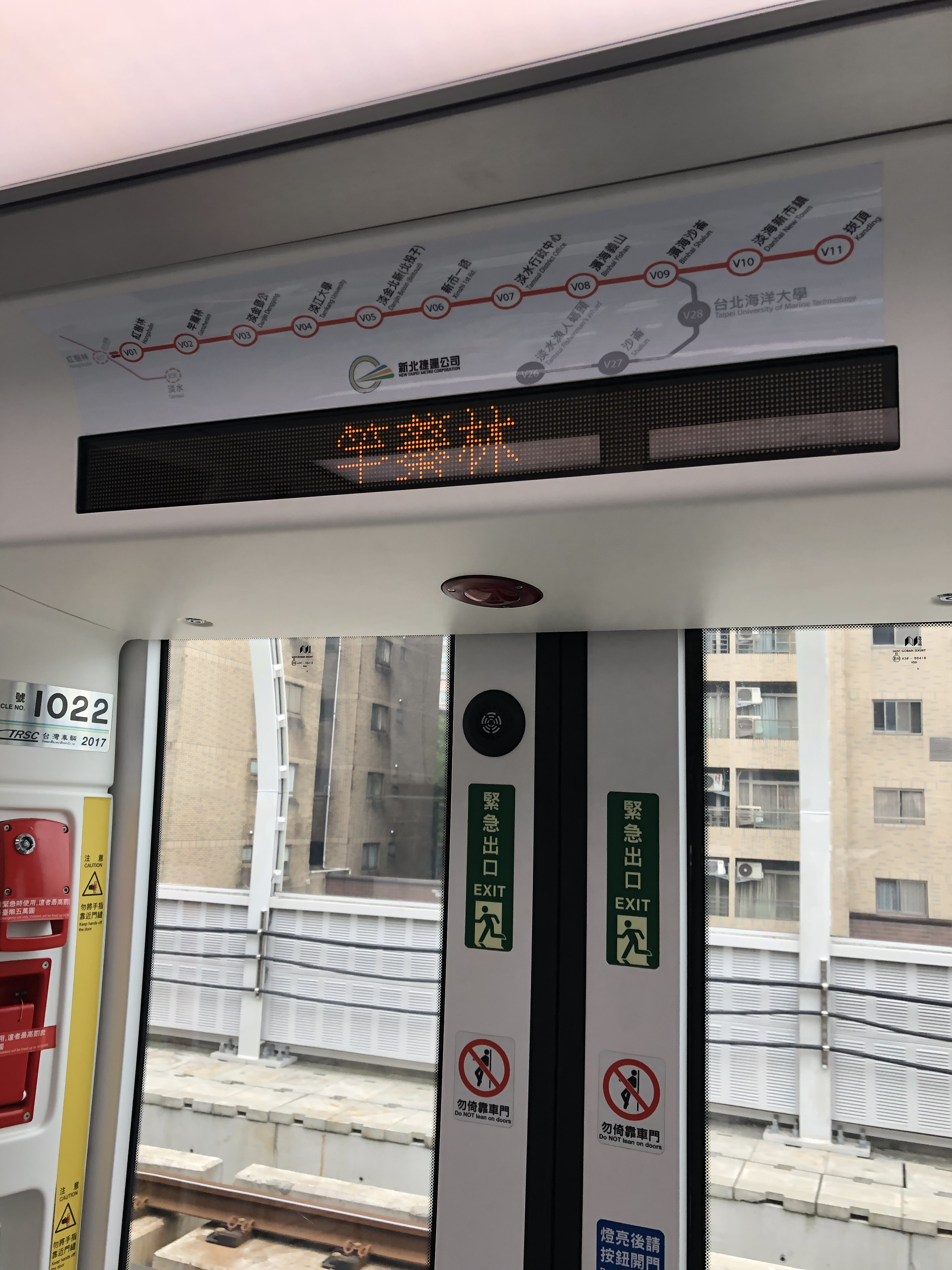
ドア上の旅客案内装置と路線図

100%低床仕様であり、奇数号車は床下に台車が配置されている都合上、ボックスシートの座面が高く座席部分の床も若干の段差がある。偶数号車はロングシートとなっていて、バリアフリー区画と1両あたり2台分の自転車固定装置がある。
客室内の床面から天井までの高さはドア部が2.23m、台車上が2.165m、偶数号車座席部で2.285m。座席間通路幅は65cm(p33)。連結部の通路幅は141cm。
全座席の上方とロングシートの両端部は手すりが設置されている(p35)。照明はLEDで大型窓と合わせて採光性は高い(p36)。
左右のドア間には他の捷運車両同様中央にポールがあるが、三股ではなく二股が採用された(p36)。
座席は台湾の捷運車両で主流のFRPではなく、座席は人間工学を考慮した人工皮革材のモケットが使用されている。淡水地区は冬季は高雄市より低温で、FRPの場合にショートパンツを着用する乗客が冷感による不快感を催すことを考慮してのものだったが、乗客のジーンズのボタンや鍵などの鋭利な金属系アクセサリーによる傷が多発したため、開業数か月で数十枚のモケットを交換する羽目になった。このため2019年5月以降にメーカー負担で台北捷運などと同様のFRP製に順次交換するとしている。同時期に納入された第9編成から座面がFRPに変更され、順次他の編成にも適用される。座面は全て濃い青色、背もたれ部分は博愛座（優先座席）が座面と同じ青、それ以外はライトブルーで区分されている。
なお、クロスシート部分などで対面の座席に足を置くことは大衆捷運法第50条第1項第12款で禁止されており、違反すると1,500-7,500ニュー台湾ドルの罰金となる。

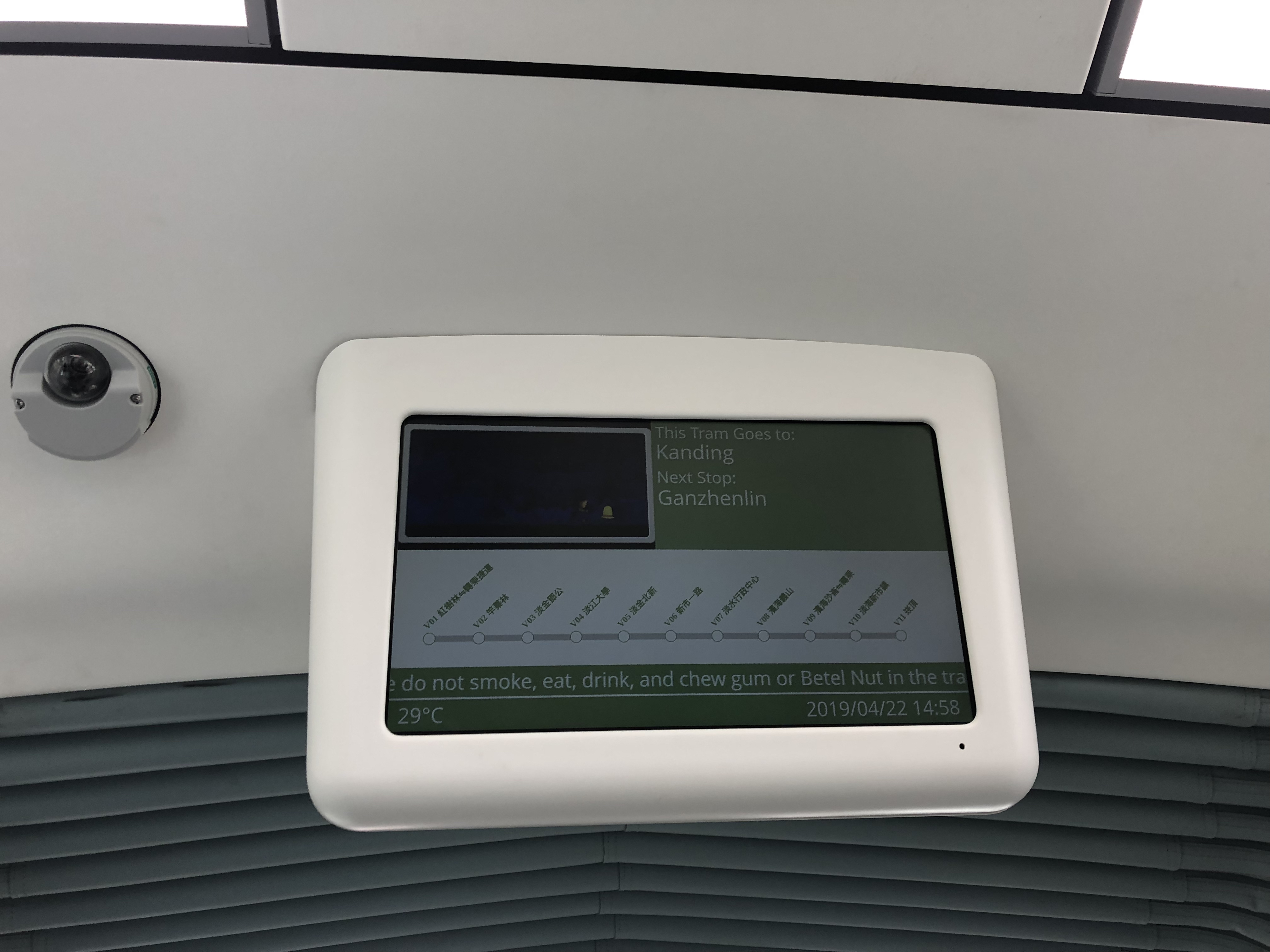
連結部の旅客案内装置
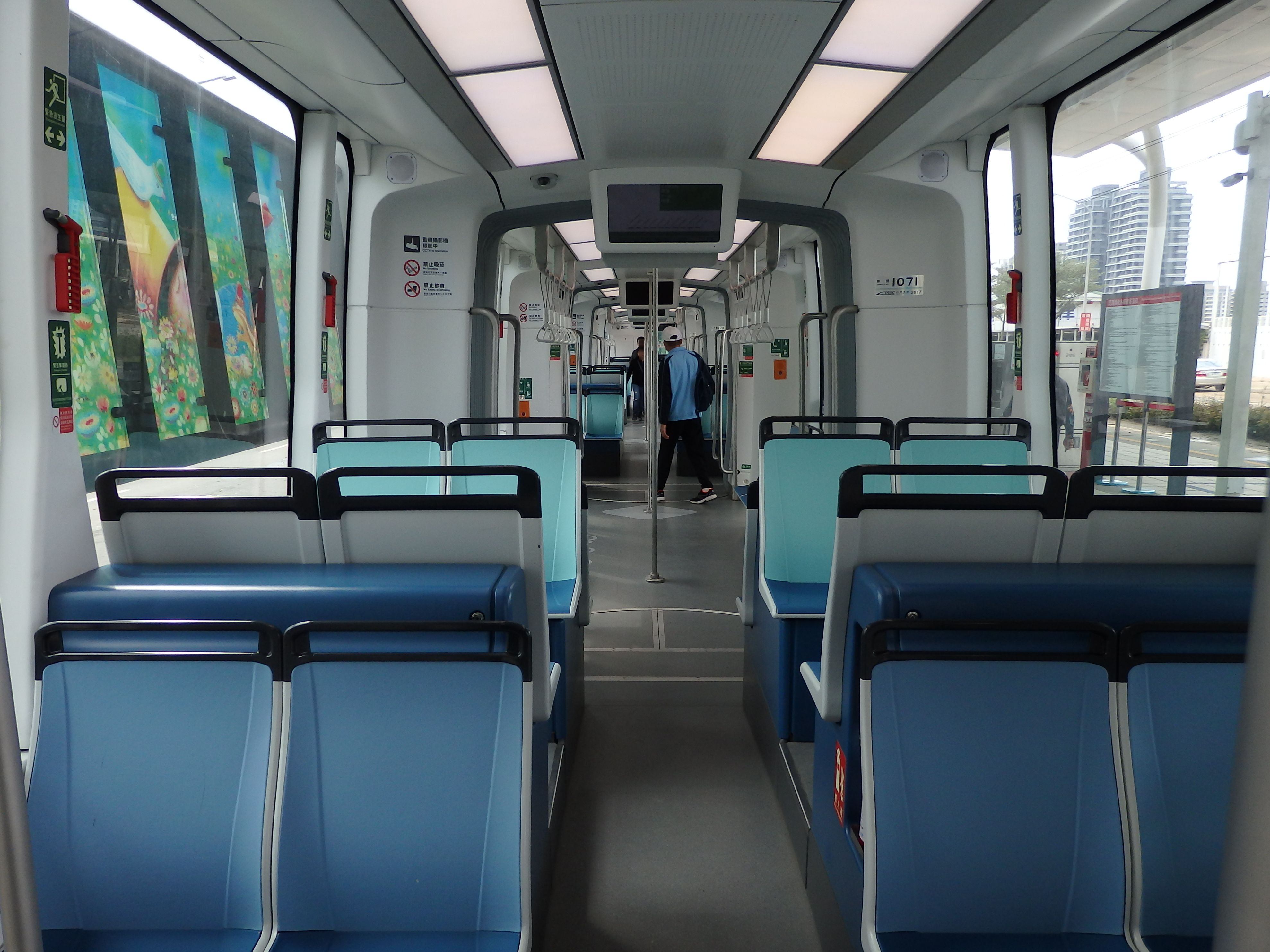
奇数号車、クロスシートの人工皮革座面
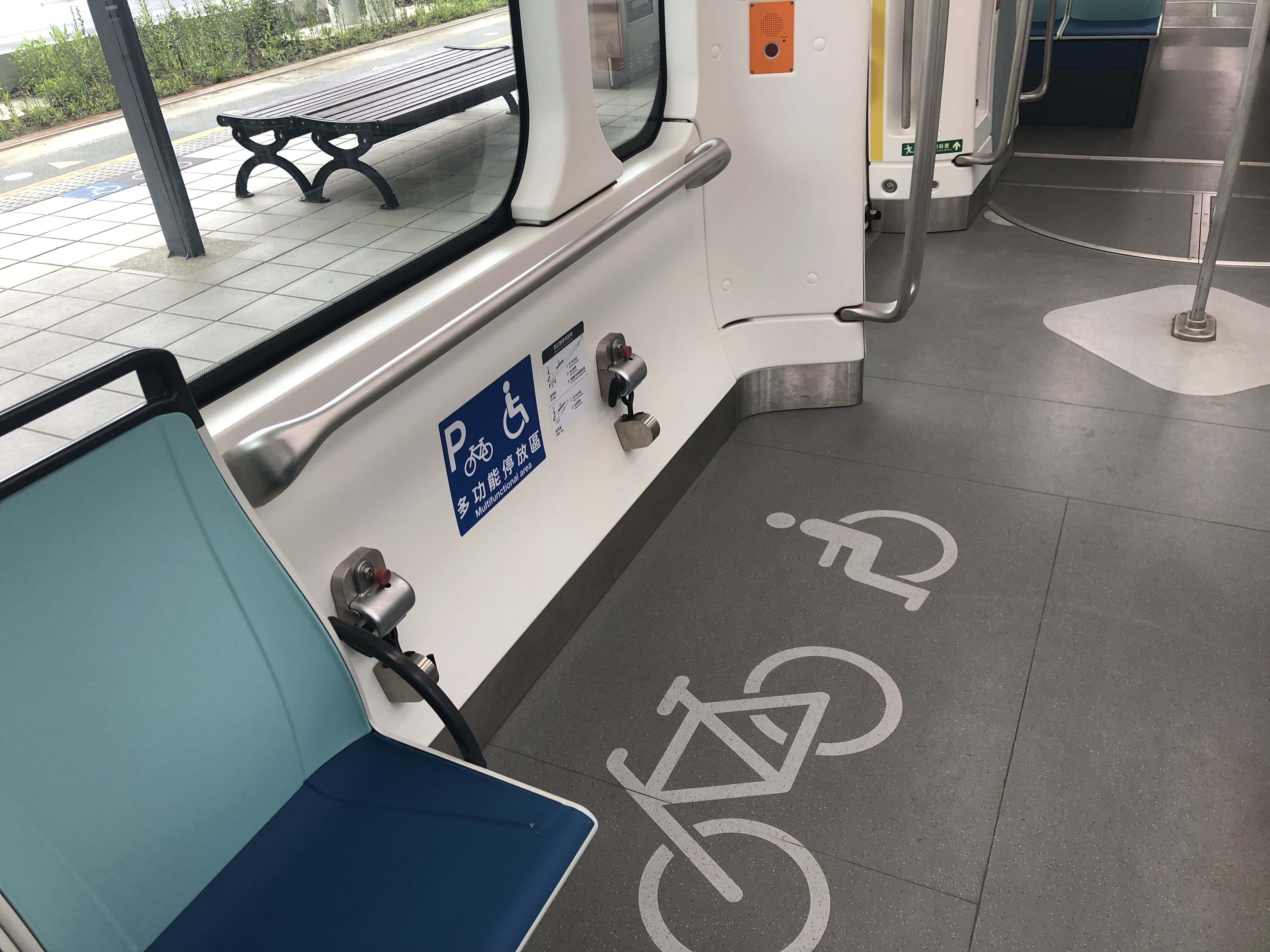
偶数号車バリアフリー区画
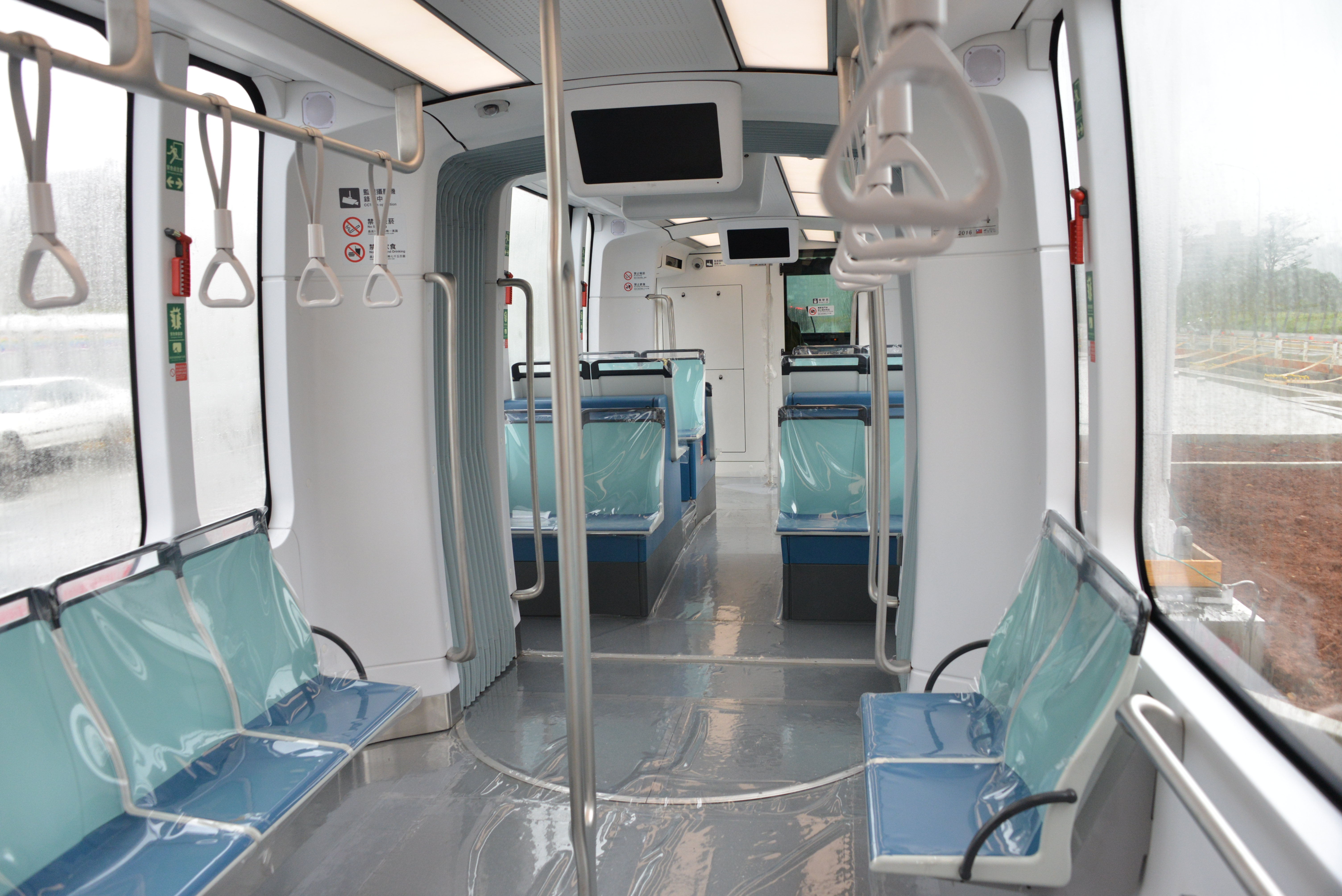
偶数号車ロングシート内装
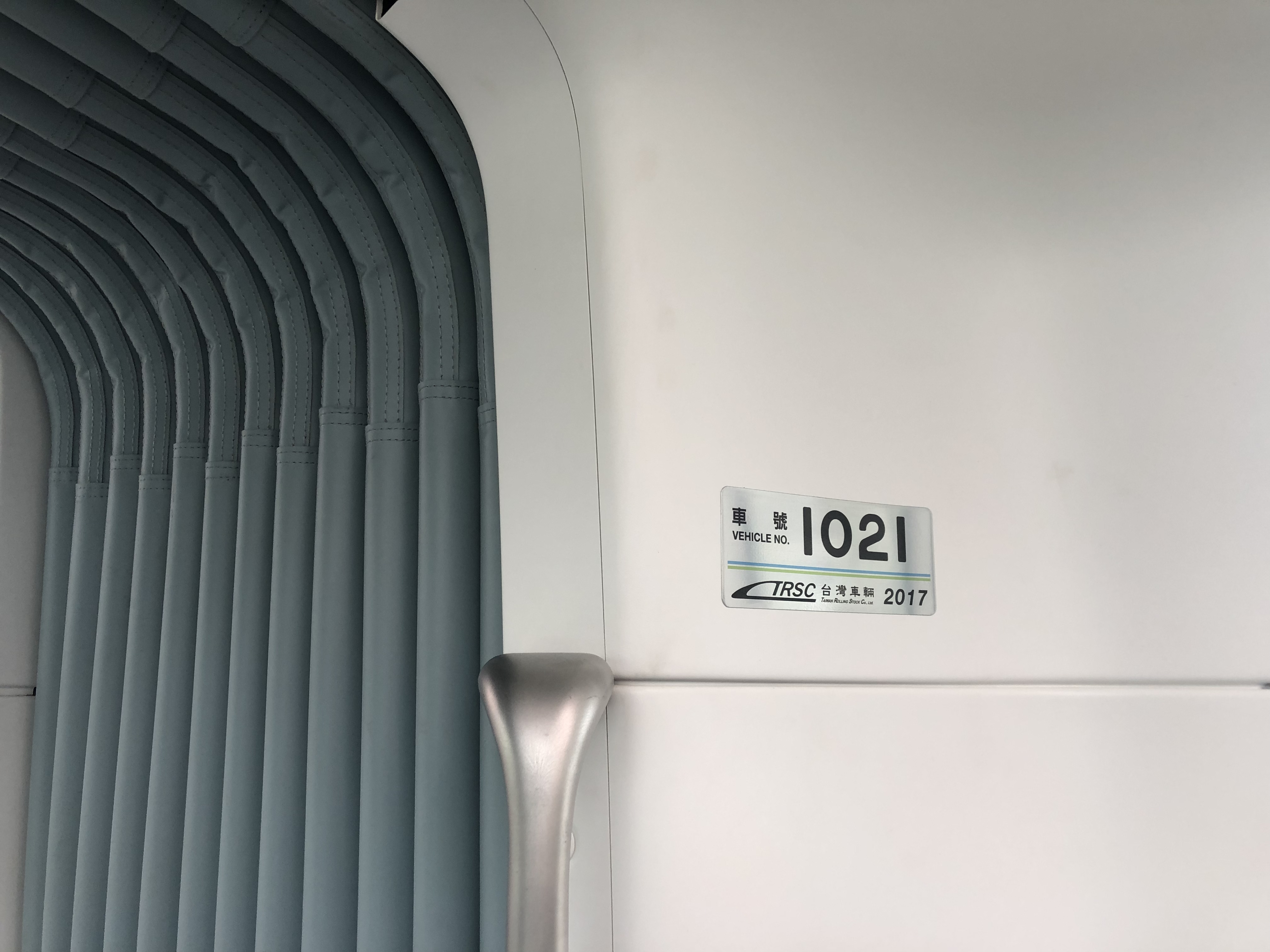
銘板

### 高雄LRTとの比較
台湾で初の事例である高雄のUrbos 3との相違は以下の通り。
| 項目             | 高雄・Urbos3                                          | 新北・淡海軽軌                                        |
| ---------------- | ----------------------------------------------------- | ----------------------------------------------------- |
| 製造             | CAF                                                   | 台湾車輌+フォイト                                     |
| 愛称             | 小緑緑                                                | 行武者                                                |
| 全長             | 34.166 m                                              | 34.45 m                                               |
| 全幅             | 2,650 mm                                              | 2,650 mm                                              |
| 全高             | 3,750mm                                               | 3,750mm                                               |
| 構成             | Mc1–S1–T–S2–Mc2                                       | 5両                                                   |
| 素材             | アルミニウム合金                                      | ステンレス鋼、耐候性鋼                                |
| 無架線           | 全区間                                                | 一部区間                                              |
| 電気方式         | DC750V                                                | DC750V                                                |
| キャパシタ       | ニッケル・水素充電池による                            | リチウムイオン                                        |
| 台車             | 1,5両目は動力台車、2,4両目は無台車、3両目は無動力台車 | 1,5両目は動力台車、2,4両目は無台車、3両目は無動力台車 |
| 座席定員         | 64                                                    | 62                                                    |
| 列車定員         | 250                                                   | 265                                                   |
| 座席             | FRP                                                   | 人工皮革モケット→FRP                                  |
| Wi-Fi            | 無                                                    | 有                                                    |
| 自転車搭載       | 折畳式のみ                                            | 別料金で4台まで                                       |
| IC乗車カード端末 | 車内にも搭載                                          | 駅のみ                                                |

## 編成
|                  |                | ← 崁頂 紅樹林 → | ← 崁頂 紅樹林 → | ← 崁頂 紅樹林 →              | ← 崁頂 紅樹林 → | ← 崁頂 紅樹林 → | 凡例 - ：バリアフリーエリア - ：自転車固定エリア - ：無料Wi-Fi |
| 号車             | 号車           | 1               | 2               | 3                            | 4               | 5               | 凡例 - ：バリアフリーエリア - ：自転車固定エリア - ：無料Wi-Fi |
| 機器配置(p38)    | 機器配置(p38)  | VVVF            | バッテリー      | シングルアーム式パンタグラフ | バッテリー      | VVVF            | 凡例 - ：バリアフリーエリア - ：自転車固定エリア - ：無料Wi-Fi |
| 台車(p38)(p27)   | 台車(p38)(p27) | 動力台車        |                 | 無動力台車                   |                 | 動力台車        | 凡例 - ：バリアフリーエリア - ：自転車固定エリア - ：無料Wi-Fi |
| 車内設備         | 車内設備       | 扉,             | 扉,,            |                              | 扉,,            | 扉,             | 凡例 - ：バリアフリーエリア - ：自転車固定エリア - ：無料Wi-Fi |
| 座席形状         | 座席形状       | クロスシート    | ロングシート    | クロスシート                 | ロングシート    | クロスシート    | 凡例 - ：バリアフリーエリア - ：自転車固定エリア - ：無料Wi-Fi |
| 座席定員         | 座席定員       | 62              | 62              | 62                           | 62              | 62              | 凡例 - ：バリアフリーエリア - ：自転車固定エリア - ：無料Wi-Fi |
| 乗車定員         | 乗車定員       | 265             | 265             | 265                          | 265             | 265             | 凡例 - ：バリアフリーエリア - ：自転車固定エリア - ：無料Wi-Fi |
| 全長             | 全長           | 7,873           | 5,800           | 4,100                        | 5,800           | 7,873           | 凡例 - ：バリアフリーエリア - ：自転車固定エリア - ：無料Wi-Fi |
| 車両番号と納入年 | ～2018年       | 1011 : 1071     | 1012 : 1072     | 1013 : 1073                  | 1014 : 1074     | 1015 : 1075     | 凡例 - ：バリアフリーエリア - ：自転車固定エリア - ：無料Wi-Fi |
| 車両番号と納入年 | ～2019年10月   | 1081 : 1151     | 1082 : 1152     | 1083 : 1153                  | 1084 : 1154     | 1085 : 1155     | 凡例 - ：バリアフリーエリア - ：自転車固定エリア - ：無料Wi-Fi |

## その他

### 特別仕様車
幾米ラッピング
- 奇幻森林（第2編成[36]）
- 漂浮城市（第5編成[36]）
- 動物楽園（第9編成[36]）